# La Mulatière
La Mulatière é uma comuna francesa na região administrativa de Auvérnia-Ródano-Alpes, no departamento de Ródano. Estende-se por uma área de 1,84 km². Em 2010 a comuna tinha 6 504 habitantes (densidade: 3 534,8 hab./km²).